# Forces armées d'Asie
Les forces armées d'Asie regroupent les armées nationales du continent asiatique.
Certains pays ont signé entre eux des accords de coopération, et font partie d'organisations internationales de défense.

## Politique de défense
Il existe (ou existait) plusieurs organisations de défense au sein de l'Asie :
- Organisation du traité de l'Asie du Sud-Est (OTASE) - 1954-1977[1] : États-Unis, France, Royaume-Uni, Australie, Nouvelle-Zélande, Pakistan, Philippines et Thaïlande
- Organisation du traité de sécurité collective (OTSC) - depuis 1992 : Russie, Biélorussie, Arménie, Kazakhstan, Kirghizistan, Tadjikistan et Ouzbékistan
- Organisation de coopération de Shanghai (OCS) - depuis 2001 : Russie, Chine, Kazakhstan, Kirghizistan, Tadjikistan, Ouzbékistan, Inde et Pakistan
- Structure régionale antiterroriste (associée à la précédente) - depuis 2004 : Russie, Chine, Kazakhstan, Kirghizistan, Tadjikistan, Ouzbékistan, Inde et Pakistan
- Association des nations de l'Asie du Sud-Est (ANASE) - depuis 1967 : Philippines, Indonésie, Malaisie, Singapour, Thaïlande, Brunei, Viêt Nam, Laos, Birmanie et Cambodge

De plus, la Turquie (état transcontinental eurasiatique) fait partie de l'Organisation du traité de l'Atlantique nord (OTAN).

## Forces armées d'Asie

### États souverains
- Afghanistan
- Arabie saoudite
- Arménie[N 1]
- Azerbaïdjan[N 1]
- Bahreïn
- Bangladesh
- Birmanie
- Bhoutan
- Brunei
- Cambodge
- Chine
- Corée du Nord
- Corée du Sud
- Émirats arabes unis
- Géorgie[N 1]
- Inde
- Indonésie
- Iran
- Irak
- Israël
- Japon
- Jordanie
- Kazakhstan[N 1]
- Koweït
- Kirghizistan
- Laos
- Liban
- Malaisie
- Maldives
- Mongolie
- Népal
- Oman
- Ouzbékistan
- Pakistan
- Philippines
- Qatar
- Russie[N 1]
- Singapour
- Sri Lanka
- Syrie
- Tadjikistan
- Thaïlande
- Timor oriental
- Turquie[N 1]
- Turkménistan
- Vietnam
- Yémen

### États non reconnus
- Abkhazie[N 1]
- Haut-Karabagh[N 1]
- Palestine
- Ossétie du Sud[N 1]